# 27432 Kevinconley
27432 Kevinconley è un asteroide della fascia principale. Scoperto nel 2000, presenta un'orbita caratterizzata da un semiasse maggiore pari a 2,6126958 au e da un'eccentricità di 0,2136759, inclinata di 3,65566° rispetto all'eclittica.